# Fluxo elétrico
Por definição, chama-se fluxo elétrico aquele que atravessa uma superfície plana colocada num campo elétrico uniforme ao produto da área da superfície, pelo módulo do campo, pelo cosseno do ângulo que a normal à superfície faz com a direção do campo.

## Fluxo elétrico do campo uniforme

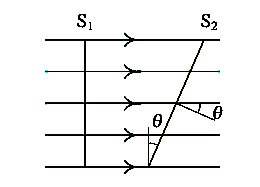
Fluxo elétrico através de dois planos S1 e S2 (vistos de lado).

Para calcular o campo elétrico produzido por um objeto com carga, teríamos que somar os campos produzidos por todas as partículas com carga no objeto. Esse cálculo pode
ser bastante complexo, inclusivamente se dividirmos o objeto em alguns pedaços que são considerados como cargas pontuais. Nos sistemas em que existe alguma simetria, é mais
fácil calcular o campo usando a lei de Gauss. Para enunciar a lei de Gauss, precisamos primeiro definir o conceito de fluxo elétrico.
O fluxo {\displaystyle \Phi _{\mathrm {e} }} de um campo elétrico uniforme, através de um plano com área A, define-se como o produto da componente perpendicular do campo, vezes a área da superfície:
{\displaystyle \Phi _{\mathrm {e} }=A\,E\,\cos \theta }
onde {\displaystyle \theta } é ângulo entre o campo elétrico e a perpendicular ao plano.
O fluxo através de dois planos atravessados pelas mesmas linhas de campo elétrico é o mesmo. Por exemplo, na figura acima o fluxo através dos planos {\displaystyle S_{1}} e {\displaystyle S_{2}} é o mesmo. No plano {\displaystyle S_{1}}, como o campo é perpendicular, o fluxo é igual a {\displaystyle A_{1}\,E}; no plano {\displaystyle S_{2}} o fluxo é {\displaystyle A_{2}\,E\,\cos \theta }; os dois fluxos são iguais, já que {\displaystyle A_{2}\cos \theta =A_{1}}.

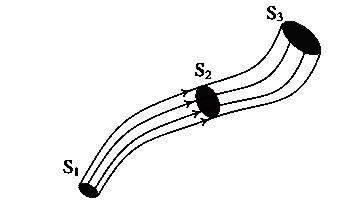
Tubo de fluxo.

No caso de campos não uniformes e superfícies curvas, a superfície é aproximada por pequenos planos e em cada plano admite-se que o campo é uniforme; o fluxo na superfície completa é igual à soma dos fluxos em todos os pequenos planos. A aproximação será exata no limite em que a superfície for aproximada por um número infinito de planos;
nesse limite a soma dos fluxos constitui um integral de superfície.
Em geral, inclusivamente para campos não uniformes, nas superfícies onde passem o mesmo número de linhas de campo o fluxo elétrico será o mesmo. As linhas de campo que passam pela fronteira de uma superfície formam um tubo de fluxo. A figura ao lado mostra um desses tubos de fluxo.
Em qualquer superfície delimitada pelo tubo de fluxo, o fluxo terá o mesmo valor. Por exemplo, o fluxo através das superfícies {\displaystyle S_{1},S_{2}} e {\displaystyle S_{3}} tem o mesmo valor.
Nenhuma linha de campo pode atravessar para dentro ou para fora do tubo, porque as linhas não se podem cruzar; assim, o numero de linhas que atravessa qualquer das superfícies
delimitadas pelo tubo de fluxo é o mesmo. O fluxo elétrico através de uma superfície é proporcional ao número de linhas de campo que atravessam a superfície.

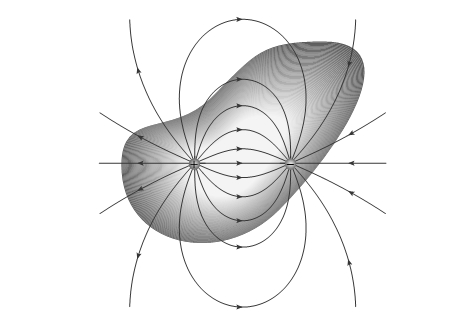
Num dipolo elétrico, o fluxo através de uma superfície fechada, com o dipolo no seu interior, é nulo.

Se houver linhas de campo a atravessar nos dois sentidos da superfície, as linhas que atravessam num sentido produzem fluxo positivo e as opostas produzem fluxo negativo.
O sentido positivo é escolhido de forma arbitrária. No caso de uma superfície fechada,admite-se que o campo que aponta para fora da superfície produz fluxo positivo, e o campo
que aponta para dentro da superfície produz fluxo negativo.
Por exemplo, o fluxo produzido por um dipolo elétrico, através de uma superfície fechada que envolva as duas cargas, é nulo porque o número de linhas de campo que entram e saem
é o mesmo.
O fluxo através de uma superfície fechada à volta de uma carga pontual Q, é igual ao fluxo numa esfera com centro na carga, já que todas as linhas de campo que passam através da superfície passam também através da esfera. Nessa esfera, com raio R, o campo é perpendicular e com módulo constante, {\displaystyle E_{n}=k\,Q/R^{2}} , em toda a superfície.

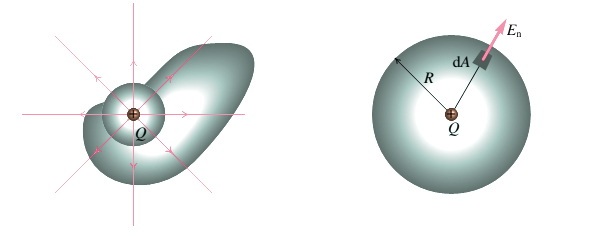
Fluxo produzido por uma carga pontual através de uma superfície fechada.

Assim, o fluxo será igual ao produto da área da esfera vezes o módulo do campo:
{\displaystyle \Phi _{\mathrm {e} }=4\,\pi \,R^{2}\left({\frac {k\,Q}{R^{2}}}\right)=4\,\pi \,k\,Q}
Se Q estiver fora da superfície fechada, o fluxo será nulo, pois qualquer linha de campo que entra por uma parte da superfície, sai por outra parte. O número total de linhas que entram é igual a o número total de linhas que saem.